# Sepia vindobonensis
Sepia vindobonensis ist ein tertiärzeitlicher Tintenfisch.
Die Art lebte im Paratethys-Meer, das sich vor etwa 30–15 Millionen Jahren vom Pannonischen Raum bis in das Schwarzmeergebiet erstreckte, nachdem die intensive alpidische Phase der jungen Alpen und Dinariden dieses Randmeer vom Mittelmeer getrennt hatte.

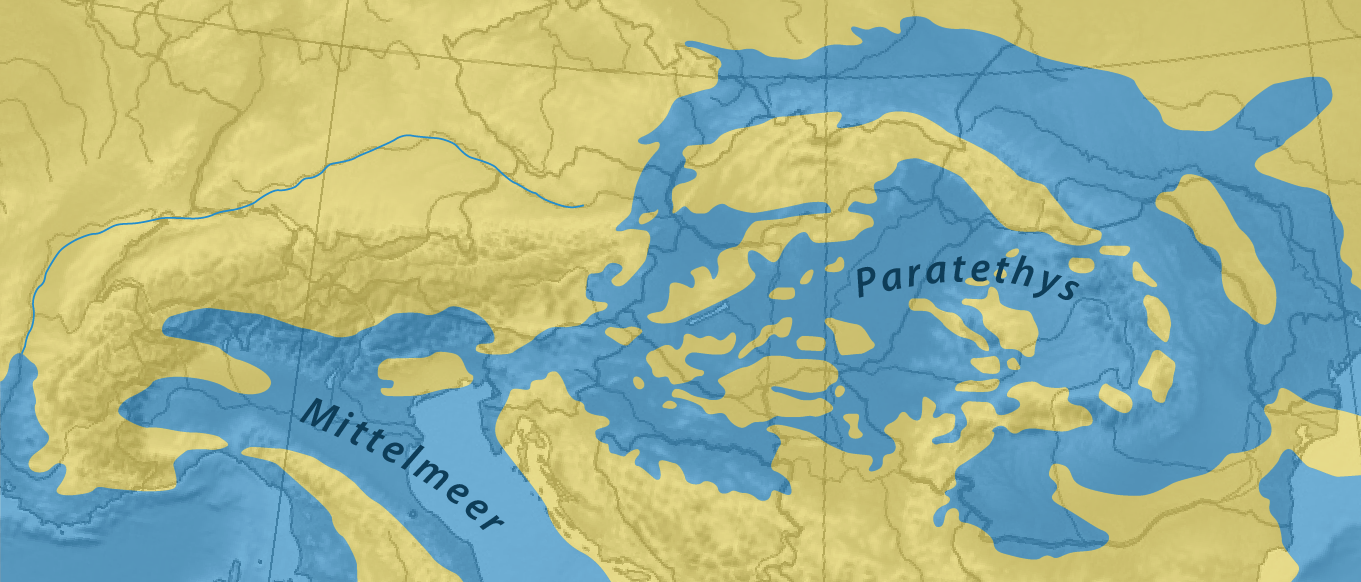
Die Paratethys im Karpatium/Badenium

Es wurden bisher erst wenige Exemplare anhand fossilierter Schulpe beschrieben (diese sind selten, weil sich diese Körperteile insgesamt sehr schlecht erhalten):
- ein zerbrochener Schulp, Fund in Baden, Niederösterreich (locus typicus); Sammlung Geologische Bundesanstalt;[4] Bestimmung durch Schlönbach 1869
- ein Fund in Grund; bei Wullersdorf, Niederösterreich; Schaffer 1958; Aufbewahrung unbekannt[5]
- zwei Schulpe 139 × 43,3 mm, 98,3 × 29,9 mm in Devínska Nová Ves, Slowakei[6] Činčurová 1990
- zwei Schulpe, 119 × 39 mm (adult), 86 × 29 mm (juvenil) in Retznei, Steiermark (Steinbruch Lafarge Perlmoser); Sammlung G.W. Anzenböck (Bad Vöslau); Bestimmung Hiden 1994/95

Schlönbach legte die Art wegen der Anwachslinien der Septen (hyperbolisch von den Seiten in Mitte laufenden Linien) fest, die im Unterschied etwa zu Sepia officinalis (dem heutigen Gemeinen Tintenfisch) nicht geknickt sind. Ein Team um Vasja Mikuž gibt eine Zuordnung zur Art über das Länge-zu-Breite-Verhältnis von um die 3 als Abgrenzung zu anderen Arten.
Mit Sicherheit lässt sich Sepia vindobonensis bisher nur für das Badenium nachweisen, der lokalen Zeitstufe der zentralen Paratethys etwa von vor 16 bis 13 Millionen Jahren, die dem Langhium und unteren Serravallium des mittleren Miozän entspricht. Biostratigraphisch kann Sepia vindobonensis spezieller der Lageniden-Zone, einer Untereinheit des unteren (frühen) Badeniums, zugeordnet werden.
Ein weiterer Fund, von Roger 1947 im Mittelmiozän von Saubrigues (südwestlichstes Frankreich) geborgen und als Sepia cf. vindobonensis bestimmt, ist zu schlecht erhalten, um verglichen zu werden.